# Johann Adam Philipp Hepp
Johann Adam Philipp Hepp (Kaiserslautern, 26 de octubre de 1797-Fráncfort del Meno, 5 de febrero de 1867) fue un médico, micólogo, botánico, liquenólogo, algólogo, y explorador alemán.

## Biografía
Nació en 1797 o 1798, en la ciudad alemana de Kaiserslautern. Estudió medicina en Neustadt-en-Hardt, para convertirse en médico. En 1832 participó de la exploración Hambahskom a Rusia. En 1849 por desavenencias con el gobierno alemán, se vio obligado a huir a Suiza. En 1867, regresó a Alemania. Philip Hepp murió el 5 de febrero de 1867 en Fráncfort del Meno.
La parte principal del herbario Hepp, que suman más de 2.400 especímenes de líquenes, algas alrededor de 1.650 muestras y 770 muestras de musgo, se almacena en el herbario del Departamento de Botánica del Museo de Historia Natural de Londres (BM). Algunas muestras de algas se encuentra en el Conservatorio y Jardín Botánico de Ginebra (G).

## Algunas publicaciones
- 1824. Lichenen-flora von Wüurburg. 105 pp.
- 1853. Flechten Europas.
- 1853—1867. Abbildungen und Beschreibungen der Sporen. 110 pp.
- 1867. Synonymen-Register. 22 pp.

## Eponimia
Géneros
- (Heppiaceae) Heppia Nageli ex A.Massal.[4]
- (Gesneriaceae) × Heppiantha H.E.Moore[5]
- (Gesneriaceae) Heppiella Regel[6]
- (Hypocreaceae) Heppiomyces Cif. y Tomas.[7]
- Peltulaceae) Neoheppia Zahlbr[8]